# عائلة جرين في المدينة الكبيرة
عائلة جرين في المدينة الكبيرة (بالإنجليزية: Big City Greens)‏ هو مسلسل رسوم متحركة أمريكي صدر على قناة ديزني في 18 يونيو 2018.

## روابط خارجية
- عائلة جرين في المدينة الكبيرة على موقع IMDb (الإنجليزية)
- عائلة جرين في المدينة الكبيرة على موقع روتن توميتوز (الإنجليزية)
- عائلة جرين في المدينة الكبيرة على موقع فيلمافينيتي (الإسبانية)
- عائلة جرين في المدينة الكبيرة على موقع كينوبويسك (الروسية)
- عائلة جرين في المدينة الكبيرة على موقع ألو سيني (الفرنسية)
- عائلة جرين في المدينة الكبيرة على موقع قاعدة بيانات الفيلم (الإنجليزية)